# Wahlkreis Kolozsvár II
Der Wahlkreis Kolozsvár II war ein Wahlkreis im Komitat Kolozs für die Wahlen des Abgeordnetenhauses im Ungarischen Reichstag (bis 1867 Landtag genannt).

## Beschreibung
Der Wahlkreis war einer von sechs im Komitat, das im Osten des Königreichs Ungarn lag. Neben dem Wahlkreis Kolozsvár I war er einer der beiden Wahlkreise der Stadt Kolozsvár. Er grenzte im Norden an den Wahlkreis Gyalu, im Osten an den Wahlkreis Kolozs, im Süden an den Wahlkreis Torda des Komitats Torda-Aranyos und im Westen an den Wahlkreis Kolozsvár I. Nach dem Ersten Weltkrieg musste Ungarn das Gebiet durch den Vertrag von Trianon 1920 an das Rumänien abtreten. Der Wahlkreis wurde aufgelöst.

## Abgeordnete
Folgende Abgeordnete wurden bei den Wahlen im Wahlkreis Kolozsvár II gewählt:
| Name | Partei                                                          | Wahl   | Amtszeit                                |
| --- | --------------------------------------------------------------- | ------ | --------------------------------------- |
| Sámuel Méhes | –                                                               | 1848   | 5. Juli 1848 – 26. März 1849            |
| Elek Nagy | Deák Párt (Deák-Partei)                                         | 1865   | 14. März 1866 – 7. Mai 1867 1           |
| Kálmán Esterházy | Deák Párt (Deák-Partei)                                         | 1867 2 | 27. Mai – 30. November 1867 3           |
| Péter Nagy | Deák Párt (Deák-Partei)                                         | 1868 2 | 11. März – 9. Dezember 1868             |
| József Szabó | Deák Párt (Deák-Partei)                                         | 1869   | 22. April 1869 – 16. Februar 1872 (†)   |
| Manó Péchy | Deák Párt (Deák-Partei)                                         | 1872   | 3. September 1872 – 24. Mai 1875        |
| Elek Bokros | Szabadelvű Párt (Liberale Partei)                               | 1875   | 30. August 1875 – 29. Juni 1878         |
| Elek Bokros | Szabadelvű Párt (Liberale Partei)                               | 1878   | 19. Oktober 1878 – 1. Juni 1881         |
| Gábor Ugron | Függetlenségi Párt (Unabhängigkeitspartei)                      | 1881   | 26. September 1881 – 19. Mai 1884       |
| Dezső ’Sigmond | Szabadelvű Párt (Liberale Partei)                               | 1884   | 27. September 1884 – 25. Mai 1887       |
| Dezső ’Sigmond | Szabadelvű Párt (Liberale Partei)                               | 1887   | 28. September 1887 – 4. Januar 1892     |
| Dezső ’Sigmond | Szabadelvű Párt (Liberale Partei)                               | 1892   | 20. Februar 1892 – 3. Oktober 1896      |
| Gusztáv Groisz | Szabadelvű Párt (Liberale Partei)                               | 1896   | 25. November 1896 – 21. Januar 1899 (†) |
| Artúr Feilitzsch | Szabadelvű Párt (Liberale Partei)                               | 1899 2 | 1. März 1899 – 5. September 1901        |
| Artúr Feilitzsch | Szabadelvű Párt (Liberale Partei)                               | 1901   | 26. Oktober 1901 – 3. Januar 1905       |
| Miklós Wesselényi | Újpárt (Neue Partei)                                            | 1905   | 17. Februar 1905 – 19. Februar 1906     |
| Miklós Wesselényi | Függetlenségi és 48-as Párt (Unabhängigkeits- und '48er-Partei) | 1906   | 21. Mai – 6. Dezember 1906 4            |
| Ferenc Wesselényi | Függetlenségi és 48-as Párt (Unabhängigkeits- und '48er-Partei) | 1906 2 | 10. Januar 1906 – 21. März 1910         |
| Miklós Bánffy | Pártonkívüli 67-es (Parteiloser '67er)                          | 1910   | 23. Juni 1910 – 16. März 1917           |
| Kunó Klebelsberg | Nemzeti Munkapárt (Nationale Partei der Arbeit)                 | 1917 2 | 21. Juni 1917 – 16. November 1918       |
| 1 Mandat vorzeitig abgelegt 2 Nachwahl 3 Mandat aufgrund der Ernennung zum Obergespan des Komitats Kolozs abgelegt 4 Mandat aufgrund der Ernennung zum Kronhüter (koronaőr) abgelegt |                                                                 |        |                                         |